# Гіллсборо (Індіана)
Гіллсборо (англ. Hillsboro) — місто (англ. town) в США, в окрузі Фаунтен штату Індіана. Населення — 508 осіб (2020).

## Географія
Гіллсборо розташоване за координатами 40°6′32″ пн. ш. 87°9′27″ зх. д. / 40.10889° пн. ш. 87.15750° зх. д. (40.108825, -87.157607).  За даними Бюро перепису населення США в 2010 році місто мало площу 0,81 км², уся площа — суходіл.

## Демографія
Згідно з переписом 2010 року, у місті мешкало 538 осіб у 207 домогосподарствах у складі 150 родин. Густота населення становила 663 особи/км².  Було 232 помешкання (286/км²).
Расовий склад населення:
| - 96,1 % — білих - 0,7 % — корінних американців - 0,2 % — чорних або афроамериканців - 1,9 % — осіб інших рас |

До двох чи більше рас належало 1,1 %. Частка іспаномовних становила 5,4 % від усіх жителів.
За віковим діапазоном населення розподілялося таким чином: 27,5 % — особи молодші 18 років, 59,5 % — особи у віці 18—64 років, 13,0 % — особи у віці 65 років та старші. Медіана віку мешканця становила 38,2 року. На 100 осіб жіночої статі у місті припадало 94,9 чоловіків;  на 100 жінок у віці від 18 років та старших — 87,5 чоловіків також старших 18 років.
Середній дохід на одне домашнє господарство  становив 52 408 доларів США (медіана — 35 096), а середній дохід на одну сім'ю — 60 819 доларів (медіана — 40 000). За межею бідності перебувало 19,9 % осіб, у тому числі 33,8 % дітей у віці до 18 років та 0,0 % осіб у віці 65 років та старших.
Цивільне працевлаштоване населення становило 248 осіб. Основні галузі зайнятості: виробництво — 31,0 %, освіта, охорона здоров'я та соціальна допомога — 24,6 %, будівництво — 14,9 %, роздрібна торгівля — 8,1 %.